# Josh Charles (lekkoatleta)
Josh Charles (ur. 29 listopada 1990) – grenadyjski lekkoatleta, sprinter.

## Osiągnięcia
| Rok  | Impreza                                  | Miejsce       | Konkurencja        | Lokata     | Wynik   |
| ---- | ---------------------------------------- | ------------- | ------------------ | ---------- | ------- |
| 2009 | Carifta Games                            | Vieux Fort    | bieg na 200 m      | półfinał   | 22,51   |
| 2009 | Carifta Games                            | Vieux Fort    | sztafeta 4 x 100 m | DQ         | –       |
| 2009 | Mistrzostwa panamerykańskie juniorów     | Port-of-Spain | bieg na 200 m      | eliminacje | 22,68   |
| 2009 | Mistrzostwa panamerykańskie juniorów     | Port-of-Spain | sztafeta 4 x 400 m | 5. miejsce | 3:11,91 |
| 2011 | Mistrzostwa Ameryki Środkowej i Karaibów | Mayagüez      | bieg na 400 m      | eliminacje | 49,30   |
| 2011 | Mistrzostwa Ameryki Środkowej i Karaibów | Mayagüez      | sztafeta 4 x 400 m | 5. miejsce | 3:04,27 |

17 lipca 2011 podczas mistrzostw Ameryki Środkowej i Karaibów grenadyjska sztafeta 4 x 400 metrów w składzie: Joel Redhead, Kirani James, Josh Charles i Rondell Bartholomew ustanowiła z wynikiem 3:04,27 aktualny rekord kraju w tej konkurencji.